# Ceriana caucasica
Ceriana caucasica är en tvåvingeart som först beskrevs av Paramonov 1927.  Ceriana caucasica ingår i släktet griffelblomflugor, och familjen blomflugor.
Artens utbredningsområde är Armenien. Inga underarter finns listade i Catalogue of Life.